# Сільвія Скалія
Сільвія Скалія (італ. Silvia Scalia, 16 липня 1995) — італійська плавчиня.
Призерка Чемпіонату світу з плавання на короткій воді 2016 року.
Призерка Чемпіонату Європи з водних видів спорту 2020 року.
Призерка Чемпіонату Європи з плавання на короткій воді 2019 року.